# Конгоанска партия на труда
Конгоанската партия на труда (на френски: Parti congolais du travail) е лява социалистическа политическа партия в Република Конго.
Тя е основана през 1969 година като комунистическа партия и установява тоталитарен режим в получилата независимост държава. През 1990 година партията предприема стъпки за частична либерализация на режима, като е разрешено създаването на опозиционни политически партии. Въпреки това, с изключение на периода 1992 – 1997 година, Конгоанската партия на труда остава на власт, а нейният лидер Дьони Сасу-Нгесо е многократно избиран за президент.
На парламентарните избори през 2012 година Конгоанската партия на труда получава 89 от 139-те места в долната камара на парламента, като класиралата се на второ място партия получава 7 мандата.